# Největší Čech
Největší Čech – czeska wersja programu BBC Greatest Britons z 2005 roku, mająca na celu stworzenie listy najwybitniejszych Czechów. Wielu widzów głosowało na fikcyjną postać Járy Cimrmana, którego wyniku po konsultacji z licencjodawcą ostatecznie nie podano.

## Wyniki
1. Karol IV Luksemburski – 68 713 głosów
2. Tomáš Garrigue Masaryk – 55 040
3. Václav Havel – 52 233
4. Jan Amos Komenský – 23 583
5. Jan Žižka – 13 815
6. Jan Werich – 11 140
7. Jan Hus – 10 487
8. Antonín Dvořák – 8 517
9. Karel Čapek – 6 640
10. Božena Němcová – 6 470
11. Bedřich Smetana
12. Emil Zátopek
13. Karel Gott
14. Jerzy z Podiebradów
15. František Palacký
16. Przemysł Ottokar II Wielki
17. Wacław I Święty
18. Václav Klaus
19. Jaroslav Heyrovský
20. Agnieszka Przemyślidka
21. Tomáš Baťa
22. Edvard Beneš
23. Otto Wichterle
24. Jaroslav Seifert
25. Zdeněk Svěrák
26. Ema Destinnová
27. Jaromír Jágr
28. Maria Teresa Habsburg
29. Karel Kryl
30. Miloš Forman
31. Vlasta Burian
32. Roman Šebrle
33. Ivan Hlinka
34. Karel Havlíček Borovský
35. Daniel Landa
36. Milada Horáková
37. Vladimír Menšík
38. Jaroslav Hašek
39. Alfons Mucha
40. Jan Evangelista Purkyně
41. Pavel Nedvěd
42. Jan Janský
43. František Křižík
44. Jan Železný
45. Jan Palach
46. Věra Čáslavská
47. Leoš Janáček
48. Alois Jirásek
49. Jaromír Nohavica
50. Jan Masaryk
51. Bohumil Hrabal
52. Jan Neruda
53. Josef Jungmann
54. Gregor Mendel
55. Franz Kafka
56. František Tomášek
57. Święty Wojciech
58. Josef Bican
59. Josef Kajetán Tyl
60. Lucie Bílá
61. Karel Hynek Mácha
62. Święta Ludmiła
63. Boleslav Polívka
64. Rudolf II Habsburg
65. Josef Dobrovský
66. Josef Lada
67. Rudolf Hrušínský
68. Wacław II Czeski
69. Madeleine Albright
70. Aneta Langerová
71. Przemysł Ottokar I
72. Ludvík Svoboda
73. Dominik Hašek
74. Jan Luksemburski
75. Milan Baroš
76. Karel Jaromír Erben
77. Zdzisława Czeska
78. Jaroslav Foglar
79. Ladislav Smoljak
80. Olga Havlová
81. Martina Navrátilová
82. Helena Růžičková
83. Pavel Tigrid
84. Elżbieta Przemyślidka
85. Milan Kundera
86. Vladimír Remek
87. Bolesław I Srogi
88. Magdalena Dobromila Rettigová
89. Mikoláš Aleš
90. Emil Holub
91. František Fajtl
92. Klement Gottwald
93. Zdeněk Matějček
94. Jiří Voskovec
95. Marta Kubišová
96. Jiřina Bohdalová
97. Miloslav Šimek
98. Sigmund Freud
99. Samon
100. Miloš Zeman

Równolegle przeprowadzono ankietę na „największego łajdaka”, która dała następujące wyniki:
1. Klement Gottwald
2. Stanislav Gross
3. Václav Klaus
4. Vladimír Železný
5. Miroslav Kalousek
6. Miroslav Grebeníček
7. Viktor Kožený
8. Milouš Jakeš
9. Zdeněk Škromach
10. Gustáv Husák